# Detlef Ultsch
Detlef Ultsch (7 de noviembre de 1955) es un deportista de la RDA que compitió en judo.
Participó en dos Juegos Olímpicos de Verano en los años 1976 y 1980, obteniendo una medalla de bronce en la edición de Moscú 1980 en la categoría de –86 kg. Ganó tres medallas en el Campeonato Mundial de Judo entre los años 1979 y 1983, y siete medallas en el Campeonato Europeo de Judo entre los años 1976 y 1983.

## Palmarés internacional
| Juegos Olímpicos   | Juegos Olímpicos          | Juegos Olímpicos  | Juegos Olímpicos |
| Año                | Lugar                     | Medalla           | Categoría        |
| ------------------ | ------------------------- | ----------------- | ---------------- |
| 1980               | Moscú ( URSS)             | Medalla de bronce | –86 kg           |
| Campeonato Mundial |                           |                   |                  |
| Año                | Lugar                     | Medalla           | Categoría        |
| 1979               | París (Francia)           | Medalla de oro    | –86 kg           |
| 1981               | Maastricht (Países Bajos) | Medalla de bronce | –86 kg           |
| 1983               | Moscú ( URSS)             | Medalla de oro    | –86 kg           |
| Campeonato Europeo |                           |                   |                  |
| Año                | Lugar                     | Medalla           | Categoría        |
| 1976               | Kiev (URSS)               | Medalla de bronce | –80 kg           |
| 1977               | Ludwigshafen (RFA)        | Medalla de bronce | –86 kg           |
| 1978               | Helsinki (Finlandia)      | Medalla de plata  | –86 kg           |
| 1979               | Bruselas (Bélgica)        | Medalla de bronce | –86 kg           |
| 1980               | Viena (Austria)           | Medalla de bronce | –86 kg           |
| 1982               | Rostock (RDA)             | Medalla de bronce | –86 kg           |
| 1983               | París (Francia)           | Medalla de bronce | –86 kg           |